# Azángaro
Azángaro – miasto w Peru, w regionie Puno, stolica prowincji Azángaro. W 2008 liczyło 15 809 mieszkańców.